# Luci Corneli Escipió (cònsol 259 aC)
Luci Corneli Escipió (en llatí: Lucius Cornelius Scipio) va ser un magistrat romà. Era fill del cònsol de l'any 298 aC Luci Corneli Escipió Barbat.
Va ser elegit cònsol l'any 259 aC junt amb Gai Aquil·li Flor. Va expulsar els cartaginesos de les illes de Sardenya i Còrsega, derrotant el general Hannó, i va ser recompensat amb els honors del triomf.
El seu epitafi recorda que va conquerir Còrsega i la ciutat d'Alèria. Els Fasti diuen que va ser censor l'any 258 aC amb Gai Duïli, i diuen també que va construir el temple a la deessa Tempestas l'any 259 aC, i que va ser edil (sense indicar-ne l'any). Corneli Escipió s'havia vist sorprès per una tempesta i va quedar aïllat amb la seva flota a Còrsega. Va demanar a la deessa la seva salvació, i per complir el vot va construir el temple. Ovidi diu que es va consagrar el dia 6 de juny, però als Fasti apareix marcat el 23 de desembre.